# بيت الخنمي (بني حشيش)

تعديل مصدري - تعديل

بيت الخنمي هي إحدى قرى عزلة رجام بمديرية بني حشيش التابعة لمحافظة صنعاء، بلغ تعداد سكانها 1284 نسمة حسب تعداد اليمن لعام 2004.